# Cantone di Valenciennes-Est
Il Cantone di Valenciennes-Est era una divisione amministrativa dell'arrondissement di Valenciennes.
È stato soppresso a seguito della riforma complessiva dei cantoni del 2014, che è entrata in vigore con le elezioni dipartimentali del 2015.
Comprendeva parte della città di Valenciennes e i comuni di:
- Curgies
- Estreux
- Marly
- Onnaing
- Préseau
- Quarouble
- Quiévrechain
- Rombies-et-Marchipont
- Saultain
- Saint-Saulve